# Polytrichum piliferum
Espèce
Synonymes
- Polytrichum antarcticum Cardot[1]
- Polytrichum hirsutum J.-F. Leroy[1]
- Polytrichum nano-globulus Müll. Hal.[1]
- Polytrichum patagonicum Müll. Hal.[1]
- Polytrichum trachynotum Müll. Hal.[1]

Polytrichum piliferum est une espèce de mousse de la famille des Polytrichaceae, présente sur tous les continents.

## Description
C'est une mousse acrocarpe, qui forme des tapis denses, composés de tiges allant jusqu'à 4 cm.

### Gamétophyte
Les feuilles sont linéaire-lancéolée, de 3 mm de long. Elles se terminent par un long poil blanc. Elles sont composées d'une base hyaline, d'une large nervure qui occupe presque toute la feuille, et de quelques rangées de cellules de limbe sur les bords,,. Comme chez tous les Polytrichum la nervure est couverte de rangées de lamelles chlorophylliennes, facilitant la photosynthèse.
Les anthéridies sont portées dans des corbeilles composées par des feuilles modifiées de couleur rouge.

### Sporophyte
L'espèce est dioïque. Les capsules rectangulaires possèdent 4 à 5 côtés, et sont portées par une soie de 1 à 3 cm de haut. La coiffe est velue, et l'opercule est rostré.

### Identification
Les feuilles sont entières, et se terminent par un long poil blanc, ce qui est unique dans ce genre.Polytrichum juniperinum lu ressemble, mais le poil au bout de la feuille est bruns et non blanc. 

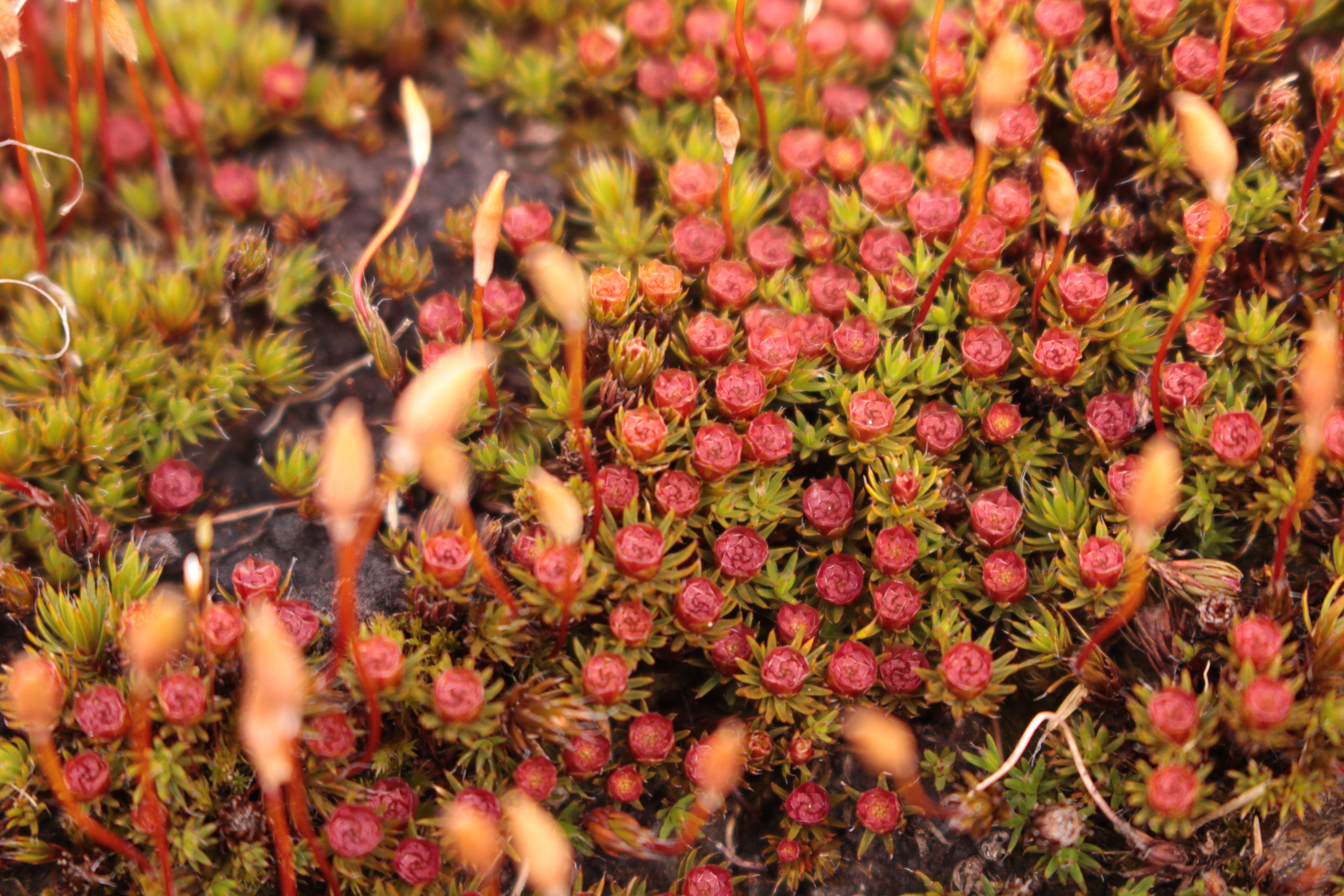
Colonie de Polytrichum piliferum, avec des sporophytes et les corbeilles rouges qui portent les anthéridies.
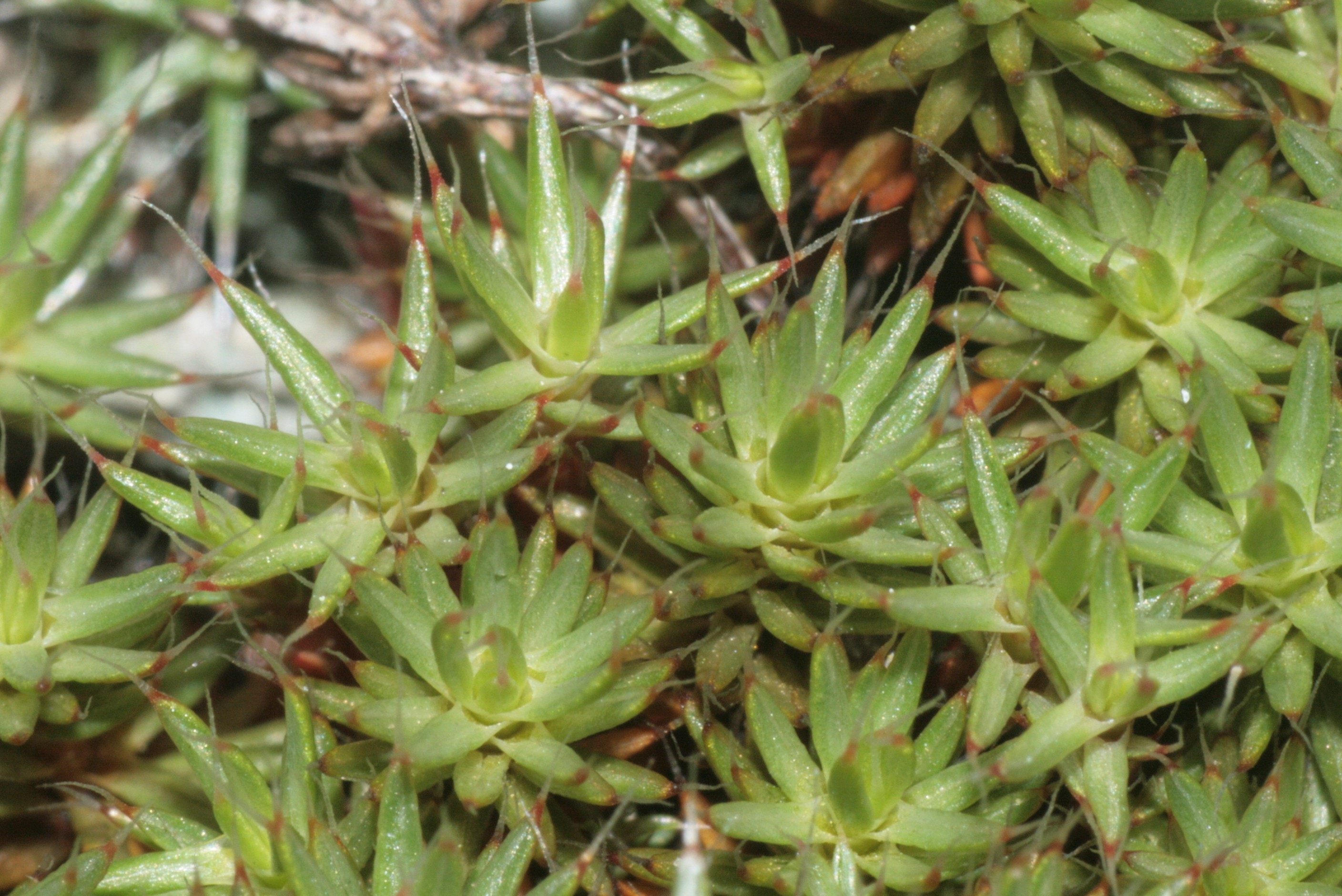
Polytrichum piliferum, avec les poils blancs bien visibles.
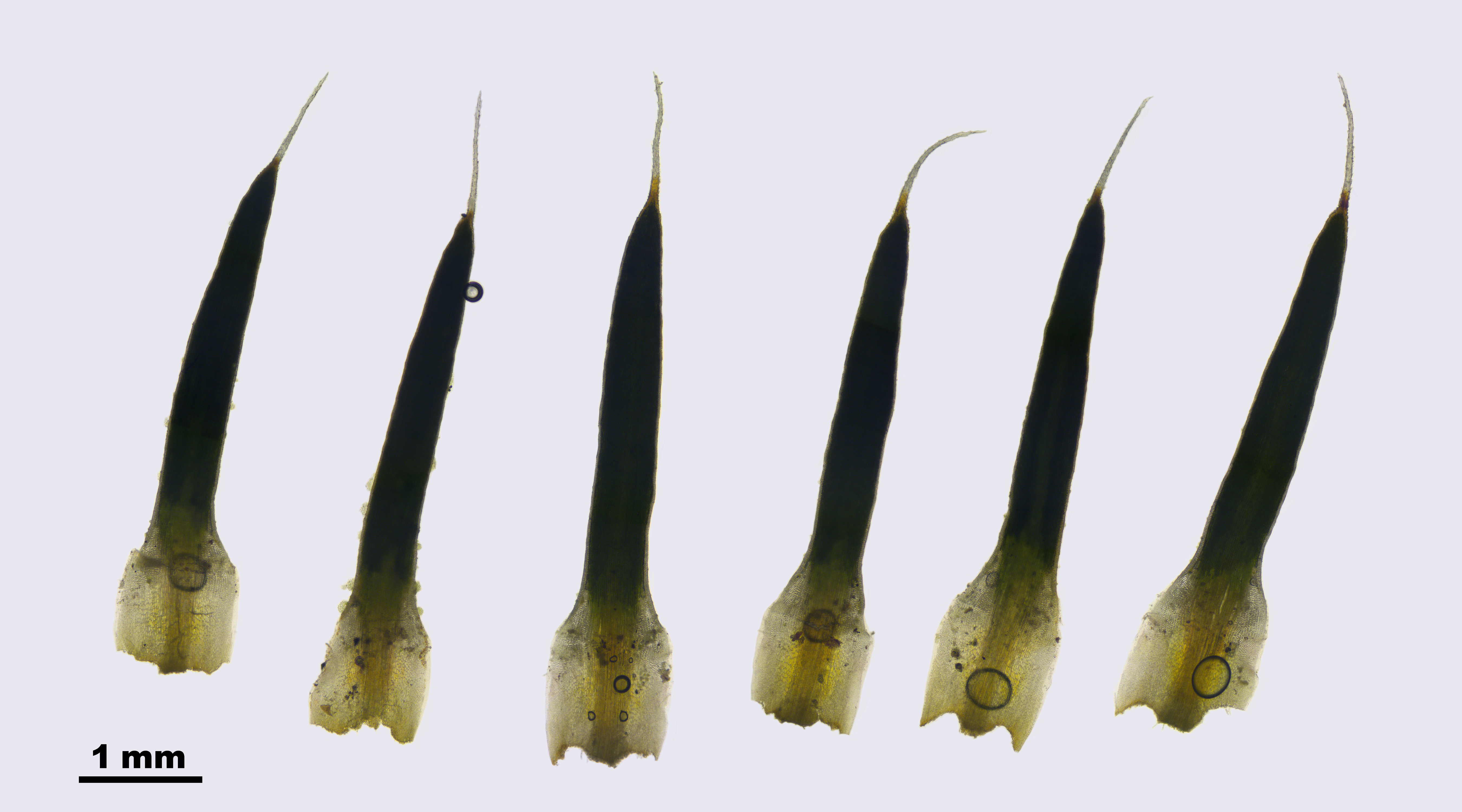
Feuilles de Polytrichum piliferum, avec la base hyaline, la nervure opaque qui occupe presque toute la feuille, et le poil blanc qui dépasse.
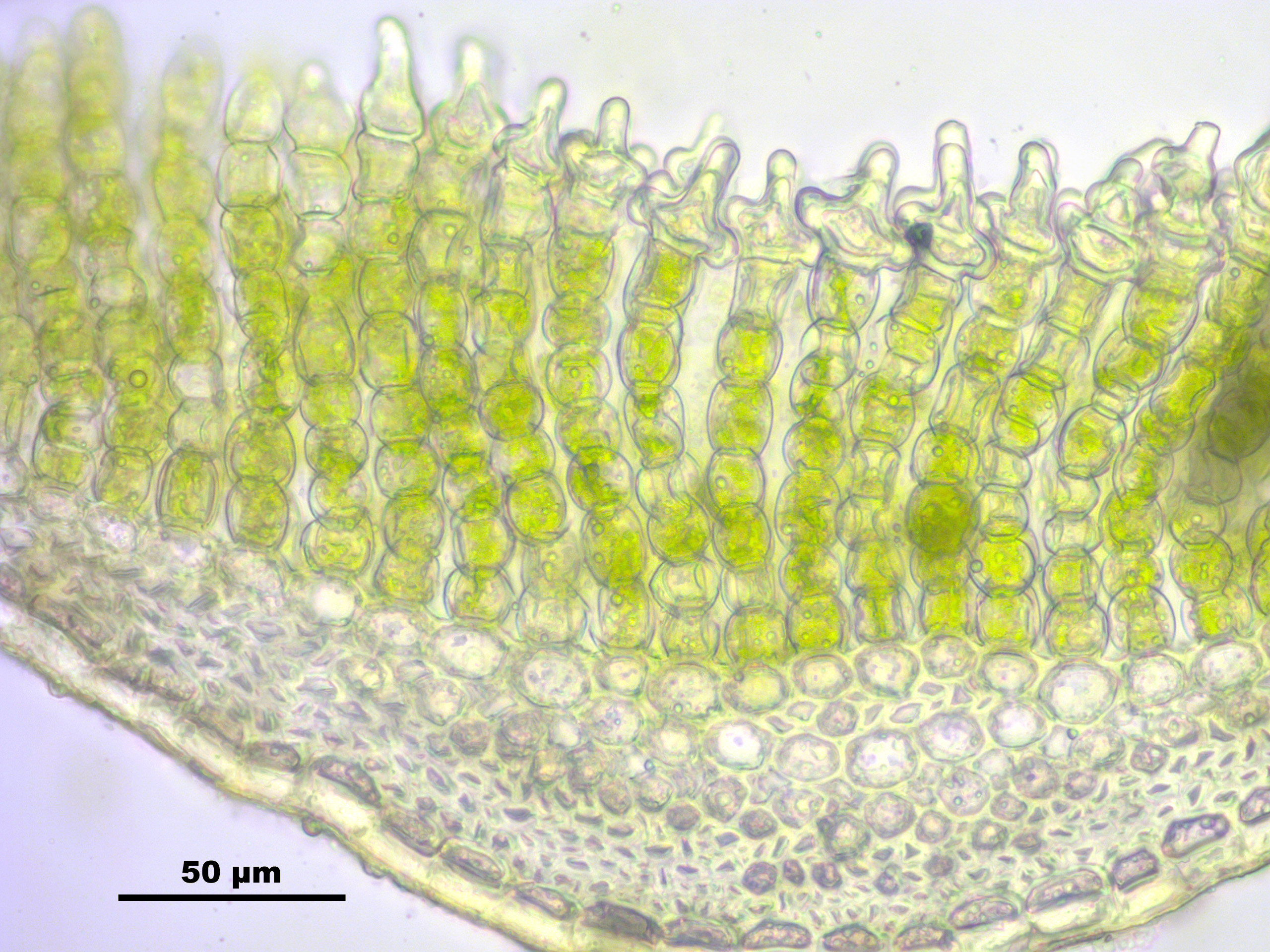
Vue au microscope d'une coupe transversale de feuille de Polytrichum piliferum. On remarque les rangées de lamelles chlorophylliennes, avec la dernière cellule de chaque lamelle piriforme.
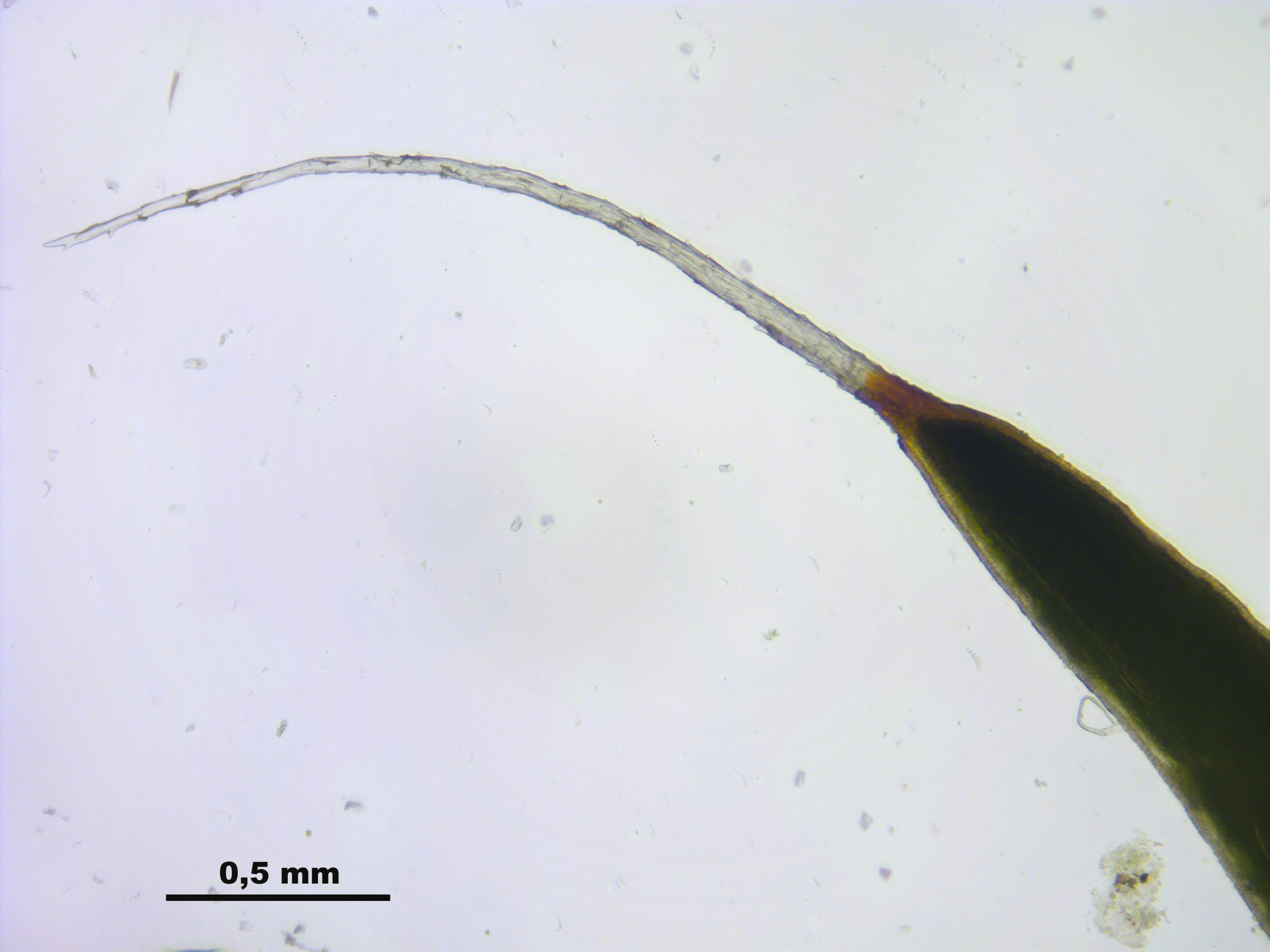
Extrémité d'une feuille de Polytrichum piliferum. On remarque la nervure opaque qui occupe tout la largeur de la feuille, et le limbe transparent sous forme d'une fine bordure de chaque côté. Le poil est denté.

## Distribution et menaces
L'espèce est présente sur tous les continents, et partout en France métropolitaine, ainsi qu'à la Réunion et Saint-Pierre-et-Miquelon. Elle n'est pas menacée en Europe, ni dans aucune des régions de France où elle a été évaluée,.
Elle est déterminante ZNIEFF dans la région Hauts-de-France.

## Écologie
C'est une espèce des milieux secs, acides et ensoleillés. Elle se développe sur les sols sableux, les graviers, les rochers ou d'autres substrats filtrants,.

## Liste des sous-espèces et variétés
Voici la liste des sous-espèces et variétés selon Tropicos (13 juillet 2017) (Attention liste brute contenant possiblement des synonymes) :
- sous-espèce Polytrichum piliferum mut psilocorys J. Heimans
- sous-espèce Polytrichum piliferum subsp. hyperboreum (R. Br.) Albr. Rohn.
- variété Polytrichum piliferum var. aequinoctaile Lorentz
- variété Polytrichum piliferum var. alpestre Wulfsb.
- variété Polytrichum piliferum var. australe Renauld & Cardot
- variété Polytrichum piliferum var. elegans Baur
- variété Polytrichum piliferum var. fastigiatum (Lindb.) Bom. & Broth.
- variété Polytrichum piliferum var. flavipilum Luisier
- variété Polytrichum piliferum var. gracile Lindb.
- variété Polytrichum piliferum var. hoppei (Hornsch.) H.C. Hall
- variété Polytrichum piliferum var. horizontale Milde
- variété Polytrichum piliferum var. hyperboreum (R. Br.) Müll. Hal.
- variété Polytrichum piliferum var. laevipilum (Hampe) Sull. & Lesq.
- variété Polytrichum piliferum var. proliferum Hartm.
- variété Polytrichum piliferum var. schiffneri Baur
- variété Polytrichum piliferum var. tectorum Warnst.